# 第八只見川橋梁
第八只見川橋梁（だいはちただみがわきょうりょう）は、福島県南会津郡只見町の只見川に架かる東日本旅客鉄道（JR東日本）只見線の鉄道橋である。寄岩橋梁（よりいわきょうりょう）とも呼ばれている。

## 概要
国鉄会津線（現・只見線）の会津川口駅 - 只見駅間の延伸工事に伴って1963年（昭和38年）に供用開始した。会津塩沢駅 - 会津蒲生駅間の阿賀野川水系只見川（滝ダム湖）の河岸に架かる全長371.10 mの橋梁である（外部リンク参照）。
もともとは田子倉ダムの建設のため、1957年（昭和32年）に会津川口から只見を経てダム建設現場までを電源開発株式会社の専用鉄道として敷設したときに、本橋梁は同年に完成している。
本橋梁のトラスは三信鉄道（現・飯田線）中部天竜駅 - 佐久間駅間の天竜川橋梁発生品の転用である。14連目のプレートガーダーも飯田線発生品の転用である。
2021年（令和3年）に17施設からなる「只見線鉄道施設群」の1つとして土木学会選奨土木遺産に認定された。

### 平成23年7月新潟・福島豪雨の影響

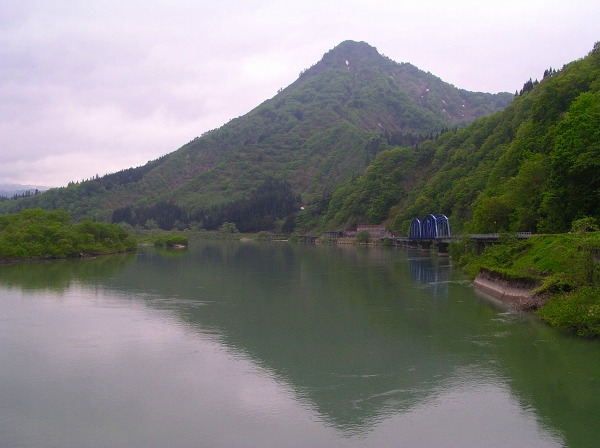
被災前の第八只見川橋梁（写真右端）

2011年（平成23年）7月の新潟・福島豪雨では、只見川の増水・氾濫により本橋梁が冠水したが、河岸沿いであったことと下路式トラス橋のためか流失する事態は免れた。しかし、川口方鉄筋コンクリート桁辺りの路盤が一部崩落。安全対策を施工するには4年以上の工期が見込まれた。

## 構造
鉄筋コンクリート桁、プレートガーダー桁、トラス桁の混成形式であり、トラスは1936年（昭和11年）製造の三菱神戸製である。
- 1 - 8連目：単線上路式コンクリートT桁（支間長9.8 m）
- 9連目：単線上路式プレートガーダー（支間長31.5 m）
- 10連目：単線上路式プレートガーダー（支間長25.4 m）
- 11 - 12連目：単線下路式曲弦ワーレントラス（支間長62.4m）
- 13連目：単線上路式プレートガーダー（支間長31.5 m）
- 14 - 15連目：単線上路式プレートガーダー（支間長19.2 m）
- 16 - 18連目：単線上路式コンクリートT桁（支間長9.8 m）

只見方の鉄筋コンクリート桁およびプレートガーダー桁は緩やかな曲線を描いている。また、川口方に向かって上り勾配となっている。

## 周辺
- 国道252号
- 寄岩橋
- 蒲生橋

## その他
- 只見川に架かる本橋梁は、鉄道ファンやカメラマンの有名撮影ポイントとなっている。なお、撮影者に向けたものか不明であるが、寄岩橋（国道252号）には「橋上での駐停車するな（福島県）」の看板が設置されている。